# Блекли (окръг, Джорджия)
Окръг Блекли (на английски: Bleckley County) е окръг в щата Джорджия, Съединени американски щати. Площта му е 567 km², а населението - 12 353 души. Административен център е град Кокрън.